# Maryland Public Television
A Maryland Public Television, também conhecida como MPT, é uma rede de televisão estadual americana com sede na cidade de Baltimore e com os estúdios no Owings Mills, ambos no Estado de Maryland. A emissora de TV é rede estadual educativa que tem seis emissoras afiliadas à rede nacional edutativa Public Broadcasting Service (PBS) que levam sinal da rede quase todo o estado de Maryland, cujo sinal chega em Washington (capital do país), partes dos Estados de Virgínia, Virgínia Ocidental, Delaware e Pensilvânia.
Ela opera sob os auspícios do Maryland Public Broadcasting Commission, um órgão do governo do estado de Maryland. Ele se beneficia do apoio de afiliação 501 (c) (3) organization, a MPT Foundation, Inc. (anteriormente conhecido como o Maryland Public Broadcasting Foundation, Inc.).
Créditos de televisão locais e regionais do MPT incluem vários programas com foco no estado em assuntos cívicos e públicos, bem como uma variedade de performance original, documentários e ofertas de entretenimento para os cidadãos de Maryland. Além de radiodifusão, MPT cria vídeos instrutivos, desenvolve treinamento e constrói sites na Internet que servem dezenas de milhares de estudantes, professores e prestadores de cuidados infantis por ano. A peça central do serviço do MPT para educadores Maryland, estudantes e famílias é Thinkport, um site que oferece recursos de ensino on-line, oportunidades de desenvolvimento profissional e ferramentas de tecnologia digital para auxiliar educadores.
Maryland Public Television ganhou prêmios que vão da televisão Emmys para suas produções de qualidade para as citações do governo para o seu voluntariado e realizações educacionais. MPT tem sido liderada por Larry Unger, presidente e executivo-chefe, desde 2011.

## História
A rede surgiu pela primeira vez em 1969 com Maryland Center for Public Broadcasting. Em 1976, mudou de nome para Maryland Instructional Television, mas conhecida como Maryland ITV. Em 1984, mudou novamente de nome para atual.
Em 2009, todas as emissoras da MPT deixaram de serem exibidas nos canais analógico, devido a transição dos canais de TVs analógicos aos digitais iniciados nos Estados Unidos em 1999.